# 존 파울즈
존 파울즈(John Fowles, 1926년 ~ 2005년)는 영국의 소설가이다.
존 파울즈는 1926년 영국 남부의 엑시스 주에서 태어났다. 전쟁에 징집되었다가 종전 후 4년 동안 옥스퍼드 대학을 다니면서 프랑스 문학을 전공하면서 자연스럽게 카뮈와 사르트르, 누보로망에 노출되어 큰 영향을 받았다.
1950년에 프랑스어로 학위를 받았고, 그 후 프랑스와 그리스 등지에서 영어 교사로 일했으며, 1950년대 중반에 귀국한 뒤 대학 강단에 서는 한편 소설을 쓰기 시작했다. 1963년 발표한 처녀작 『콜렉터』는 국제적인 명성을 작가에게 안겨 주었고, 다음으로 소개된 『마법사』(1966) 역시 걸출한 상상력과 혁신적인 기법으로 히피 세대들의 필독서로 떠올랐다. 「더 타임스」는 장문의 서평을 통해 그를 <전후에 등단한 작가들 가운데 가장 독창적이고 장래가 촉망되는, 그리고 위대한 영국 문학의 전통을 가장 확실하게 재창조해 나갈 수 있는 작가>라 평했다.
존 파울즈의 모든 소설들 가운데 가장 큰 찬사를 받은 『프랑스 중위의 여자』는 전후 대표적인 포스트모더니즘 소설로 불리며, 1969년 실버펜상과 1970년 W. H. 스미스 문학상을 수상하고, 2005년에는 「타임」지가 선정한 <20세기 100대 영문 소설>로 선정되었다.
발표하는 작품마다 새롭고 실험적인 시도를 보임으로써 다양한 문학 담론의 초점이 되어 왔던 파울즈는, 현대 영국 소설가들 가운데서도 가장 특이한 주제와 의욕적인 기법을 과시한 작가라는 평과 함께 평론가와 일반 독자들로부터 동시에 큰 인기를 누렸다. 그의 다른 작품으로는 『아리스토스』(1964), 『마법사』(1966), 『프랑스 중위의 여자』(1969), 『에보니 타워』(1974), 『난파선』(1975), 『다니엘 마틴』(1977), 『섬』(1978), 『나무』(1979), 『만티사』(1982), 『구더기』(1985), 『벌레 구멍』(1998)이 있고, 오랫동안 공개가 예고되었던 『일기』도 2003년에 출간되었다. 존 파울즈는 2005년 11월에 지병으로 별세했다.

## 작품 목록

### 소설
- 『콜렉터』(1963)
- 『아리스토스』(1964)
- 『마법사The Magus』(1966)

열린책들(2010)｜정영문 옮김｜ISBN 978-89-329-1112-0
열린책들(2010)｜정영문 옮김｜ISBN 978-89-329-1113-7
- 『프랑스 중위의 여자』(1969)

열린책들(2009)｜김석희 옮김｜ISBN 978-89-329-0945-5
열린책들(2009)｜김석희 옮김｜ISBN 978-89-329-0946-2
- 『에보니 타워』(1974)

열린책들(2009)｜김석희 옮김｜ISBN 978-89-329-0697-3
- 『난파선』(1975)
- 『다니엘 마틴』(1977)
- 『섬』(1978)
- 『나무』(1979)
- 『만티사』(1982)

열린책들(2004)｜김석희 옮김｜ISBN 978-89-329-0550-1
- 『구더기』(1985)
- 『벌레 구멍』(1998)

### 일기
- 『나의 마지막 장편소설 1』The Journal of John Fowles(2003)

열린책들(2010)｜이종인 옮김｜ISBN 978-89-329-1034-5
- 『나의 마지막 장편소설 2』The Journal of John Fowles(2003)

열린책들(2010)｜이종인 옮김｜ISBN 978-89-329-1035-2
『만티사』(1982)
아름출판사(1985)｜이원홍 옮김｜